# Darin (musikalbum)
Darin är ett musikalbum av den svenske artisten Darin som släpptes den 28 september 2005. Det är hans andra album och följer upp debutalbumet The Anthem som släpptes tidigare samma år. Albumet toppade den svenska albumlistan och har sålt platinum.
Singlar från albumet är "Step Up", "Who's That Girl" och "Want Ya!". 

## Låtlista
1. "Intro" (RedOne)
2. "Move" (RedOne / Bilal / Darin)
3. "Step Up" (RedOne / Bilal / Darin)
4. "Who’s That Girl" (Jörgen Elofsson)
5. "Doin' Dirt" (Alex Cantrell / George Samuelson / Damon Sharpe)
6. "Laura" (RedOne / Bilal / Darin)
7. "Walk the Distance" (Jörgen Elofsson / Tommy Ekman / Terry Cox)
8. "Be What U Wanna B" (RedOne / Bilal / Darin)
9. "Want Ya!" (George Samuelson / Tomas Granlind / Darin)
10. "U Don't Hear Me" (RedOne / Bilal / Darin)
11. "Sail the Ocean" (Rebecca Hortlund / Kinnda / Harry Sommerdahl)

## Försäljningslistor
Darin gick upp på Sveriges Radio P3s Albumlista vecka 40, och lämnade listan efter 24 veckor, varav två på första plats.
| Position | 1 | 1 | 4 | 13 | 11 | 15 | 20 | 15 | 14 | 12 | 9 | 11 | 20 | 33 | 33 | 32 | 30 | 22 | 24 | 22 | 28 | 34 | 28 | 35 |

"Step Up" gick upp på Hitlistan vecka 37, och lämnade listan efter 26 veckor, varav två på första plats.
| Position | 1 | 2 | 2 | 2 | 3 | 1 | 2 | 2 | 3 | 5 | 4 | 4 | 5 | 8 | 8 | 6 | 14 | 16 | 19 | 20 | 26 | 39 | 37 | 39 | 56 | 47 |

"Who's That Girl" gick upp på Hitlistan vecka 48, och lämnade listan efter femton veckor.
| Position | 17 | 6 | 9 | 7 | 8 | 9 | 14 | 12 | 13 | 22 | 42 | 36 | 38 | 40 | 54 |

"Want Ya" gick upp på Hitlistan vecka 5, och lämnade listan efter fjorton veckor.
| Position | 19 | 7 | 4 | 6 | 8 | 14 | 16 | 34 | 38 | 40 | 32 | 30 | 30 | 48 |

## Listplaceringar
| Lista (2005-2006) | Topplacering |
| ----------------- | ------------ |
| Finland           | 13           |
| Sverige           | 1            |